# III. Orbán pápa
III. Orbán (Cuggiono, 1120 körül – Ferrara, 1187. október 20.) volt a katolikus egyház történetének 172. pápája. Orbán kétéves uralkodása sem hozott változást a III. Sándor pápa óta tartó politikában, amely szinte görcsösen ellentmond I. Frigyes császár minden akaratának. Rövid pontifikátusa és III. Luciusz uralkodása több hasonló jegyet visel magán.

## Pályafutásának kezdete
Orbán eredetileg Uberto Crivelli néven született 1120 körül Cuggionóban. Lombardia központjának egyik befolyásos nemesi családjában látta meg a napvilágot, azonban egy olyan időszakban kellett fölnőnie, ahol a város folyton a Barbarossa Frigyes ellen vívott háborúk színtere volt. Szülei az egyház gondjára bízták neveltetését, majd később erre a pályára áldozta életét. 1182-ben III. Lucius pápa a Milánói főegyházmegye bíborosának szentelte fel, majd 1185-ben a város érseki rangját is neki adományozta, amellyel kiemelkedő méltóságot biztosított Ubertonak.

Amikor november 25-én meghalt Lucius, a pápai udvar legbefolyásosabb és legmagasabb rangú klerikusa volt.

## Más név, új méltóság
A Veronában elhunyt Lucius halálos ágya mellett már az összes választásra jogosult bíboros ott volt, ugyanis a klérus egyetértett abban, hogy a Frigyes császár politikája ellen eltökélten hadakozó pápa után a császárnak esetleg eszébe juthat beleszólni a választásba. Ezért a konklávé még Lucius halálának napján összeült Veronában, és gyorsan megválasztották a milánói érseket. December 1-jén a koronázási szertartást is elvégezték, ahol a már hatvanötödik éve felé járó Uberto felvette a III. Orbán nevet.
Koronázása után egyértelművé tette a keresztény világnak, hogy pontifikátusában követni fogja elődje politikáját, azaz Frigyes befolyását igyekszik majd mérsékelni. Mindenképpen meg akarta menteni az itáliai egyházi birtokokat, a Patrimonium Petrit. Emellett eltökélt szándéka volt Róma rendbetétele és a béke helyreállítása. Frigyes udvarában nem aratott felhőtlen sikert a milánói érsek megválasztása, aki egyébként trónra lépése után is megtartotta ezt a címét, hiszen 1162-ben Frigyes személyesen vezetett hadat Milánó városa ellen, és kegyetlen háborúban porig rombolta a várost. Orbán személyében tehát nem csupán a pápák hagyományos szembenállása testesült meg, hanem a Milánó ostromakor leölt vagy bebörtönzött családtagok személyes tragédiája is.

A vörös szakállú császár semmi jóra nem számíthatott az egyházfőtől, ezért Lucius pontifikátusából okulva ezúttal ő kezdeményezett. 1185 augusztusában már Észak-Itáliába érkezett Konstancia, a szicíliai trón örököse, és Frigyes gyermekével, Henrikkel jegyezték el. 1186. január 4-én, Milánóban történt meg a két királyi család történelmi jelentőségű házassága, amely a pápaság szempontjából diplomáciai és politikai katasztrófaként volt értelmezhető. Orbán pontosan tudta, hogy a frigy egyúttal azt is jelentette, hogy az Észak-Itáliát uraló Német-római Birodalom és a déli normannok felett regnáló Szicília szövetséget kötött, vagyis a Pápai Állam két szövetséges királyság közé ékelődött. Ráadásul a pápaság történetében a déli normann hercegek hagyományos szövetségest jelentettek a császár ellen.
Orbán ugyan ellenezte a házasságot, de nem tudta azt megakadályozni. Matilda grófnő birtokai, azaz egész Toszkána pedig még mindig lezáratlan vita maradt. Frigyes politikai helyzete azonban kétségtelenül kedvezőbb helyzetbe került a házassággal. Ennek tudatában a császár újra felkérte a pápát, hogy koronázza császárrá gyermekét. Orbán azonban megerősítette Lucius döntését, és elutasította azt. Erre Frigyes felkérte az aquileiai pátriárkát, hogy Milánóban koronázza meg gyermekét Itália királyának.

Orbán törvénytelennek minősítette a koronázást, hiszen az, Milánó érsekeként egyedül az ő joga volt. Válaszul kiátkozta a pátriárkát és az összes püspököt, aki részt vett a koronázáson. Orbánnak ez még nem volt elég, így Trier megüresedő érseki székébe beiktatta Folmart, akivel szemben Frigyes Rudolfot akarta ott látni. Orbán ugyan Rudolf invesztitúráját megígérte a császárnak, de a gyarapodó konfliktusok miatt így akart nyomást gyakorolni a császárra. Barbarossa sem akart engedni, ezért lezáratta az Alpok hágóit, amelyen keresztül nem engedte át a pápa követeit. Az ily módon elszigetelt német klérust az 1187 tavaszán tartott gelnhauseni birodalmi gyűlésen meggyőzte arról, hogy a Pápai Állam ellen indítandó hadjárat jogos követeléseiért fog elindulni. A gyűlésről eltávolíttatta Orbán híveit és a pápai legátust, Philip von Heinsberg kölni érseket is. Henrik herceg vezetésével hamarosan sereg indult Itália felé.
Orbán válaszul egyházi bíróság elé citálta Frigyest, és Veronában ki akarta átkozni a császárt. A veronaiak azonban megijedtek a pápa tervétől, és mivel a város Frigyes hűbérese volt, nem akarták, hogy uruk kiközösítését a városfalakon belül mondják ki, pláne mivel az sereggel közeledett feléjük. Orbán felháborodott, és bosszúsan elhagyta Veronát, és Velencébe utazott. Azonban útközben megbetegedett, és Ferrara városában 1187. október 19-én meghalt.

Egyes krónikák szerint halálát az a sokk okozta, amit a hattíni csata elvesztése okozott. Ez azonban nem állja meg helyét, ugyanis a keresztes kézen lévő város eleste csak jóval Orbán halála után érhetett Itáliába.

## Művei
- Documenta Catholica Omnia (latin nyelven). (Hozzáférés: 2011. december 6.)